# William Prince Ford
Pour les articles homonymes, voir William Ford.
 (juin 2016).
William Prince Ford (15 janvier 1803–23 août 1866) est un prêcheur évangélique associé aux Églises du Christ et un propriétaire de plantation durant l'époque précédant la guerre de Sécession en Louisiane. Il était aussi propriétaire d'esclaves et celui qui a acheté en premier Solomon Northup, un homme afro-américain enlevé à Washington et vendu à La Nouvelle-Orléans. Ces événements se sont produits en 1841.

## Biographie

### Ministère
Après avoir vendu Northup à un autre propriétaire d'esclaves, Ford se convertit en 1843 avec la plupart de sa congrégation baptiste aux Églises du Christ, pour lequel Ford avait été influencé par les écrits d'Alexander Campbell. Campbell avait visité la congrégation en 1857, époque durant laquelle il était attiré par la camaraderie entre hommes noirs et blancs dans la congrégation. En 2014, la congrégation de Ford était encore en activité dans l'église chrétienne de Cheneyville. C'est la plus vieille congrégation associée au mouvement de la Restauration en Louisiane.
Dans le film Twelve Years a Slave, Ford est interprété par Benedict Cumberbatch. Des descendants de Ford ont critiqué son personnage, notamment pour l'avoir rendu « hypocrite, peu déterminé et incapable de protéger Northup », portrait contraire à l'image que Northup donne de celui-ci : « Il n'y a jamais eu plus gentil, noble et sincère homme que William Ford ».